# Équipe de Tunisie de volley-ball en 1999
L'équipe de Tunisie de volley-ball remporte en août 1999 son troisième titre consécutif de champion d'Afrique après sa victoire en finale face à l'Égypte, devant son public. Quelques jours plus tard, l'équipe réédite son exploit face à l'Égypte en finale des Jeux panarabes d'Amman et décroche la médaille d'or. Qualifiée en tant que championne d'Afrique à la coupe du monde, l'équipe se classe douzième avec un bilan de onze défaites en autant de matchs et seulement cinq sets gagnés.

## Matchs
| Date              | Lieu                      | Adversaire   | Score                               | Durée | Compétition | Meilleur marqueur | Référence |
| 2 août 1999       | Le Caire                  | Ghana        | 3-1                                 | -     | CHAN        | -                 |           |
| 3 août 1999       | Le Caire                  | Cameroun     | 3-0                                 | -     | CHAN        | -                 |           |
| 4 août 1999       | Le Caire                  | Maroc        | 3-0                                 | -     | CHAN        | -                 |           |
| 6 août 1999       | Le Caire                  | Algérie      | 3-1                                 | -     | CHAN        | -                 |           |
| 7 août 1999       | Le Caire                  | Égypte       | 3-1                                 | -     | CHANF       | -                 |           |
| 29 août 1999      | Amman                     | Égypte       | 3-2                                 | -     | JP          | -                 |           |
| 18 novembre 1999  | Kagoshima                 | Italie       | 0-3 (21-25 21-25 16-25)             | -     | CM          | -                 |           |
| 19 novembre 1999  | Kagoshima                 | États-Unis   | 1-3 (25-23 21-25 15-25 23-25)       | -     | CM          | -                 |           |
| 20 novembre 1999  | Kagoshima                 | Russie       | 0-3 (18-25 15-25 21-25)             | -     | CM          | -                 |           |
| 22 novembre 1999  | Kumamoto                  | Chine        | 1-3 (23-25 25-21 23-25 18-25)       | -     | CM          | -                 |           |
| 23 novembre 1999  | Kumamoto                  | Brésil       | 0-3 (20-25 20-25 17-25)             | -     | CM          | -                 |           |
| 26 novembre 1999  | Osaka                     | Espagne      | 0-3 (16-25 16-25 18-25)             | -     | CM          | -                 |           |
| 27 novembre 1999  | Osaka                     | Cuba         | 1-3 (18-25 25-22 23-25 24-26)       | -     | CM          | -                 |           |
| 28 novembre 1999  | Osaka                     | Japon        | 2-3 (21-25 26-24 25-19 17-25 12-15) | -     | CM          | -                 |           |
| 30 novembre 1999  | Gymnase de Komazawa Tokyo | Canada       | 0-3 (18-25 17-25 20-25)             | -     | CM          | -                 |           |
| 1er décembre 1999 | Gymnase de Komazawa Tokyo | Argentine    | 0-3 (10-25 23-25 27-29)             | -     | CM          | -                 |           |
| 2 décembre 1999   | Gymnase de Komazawa Tokyo | Corée du Sud | 0-3 (15-25 26-28 19-25)             | -     | CM          | -                 |           |

CHAN : match du championnat d'Afrique 1999 ;
JP : match des Jeux panarabes 1999 ;
CM : match de la coupe du monde 1999.
F Finale

## Sélections
Sélection pour le championnat d'Afrique 1999
- Noureddine Hfaiedh, Atef Loukil, Mohamed Baghdadi, Atef Béji, Chaker Ghezal, Ghazi Guidara, Ghazi Koubaa, Mehrez Berriri, Riadh Hedhili, Marouane Fehri, Hichel Ben Romdhane, Foued Loukil
- Entraîneur :  Stewart Bernard